# Rachel Picard
Pour les articles homonymes, voir Picard (homonymie).
Rachel Picard, née à Lyon le 11 décembre 1966, est une dirigeante d’entreprise, directrice générale de Voyages SNCF, branche de la SNCF de 2014 à 2020.

## Biographie
En 1988, Rachel Picard, diplômée de l'école des hautes études commerciales de Paris (HEC), est adjointe à la direction des ventes à Valle Nevado, une station de ski située au Chili — pays où, fille « d’une enseignante et d’un chef d’entreprise expatriés en Amérique du Sud, elle a passé ses années lycée et son bac ».
De 1991 à 1993, elle travaille chez Eurodisney dans le but de développer les ventes du parc. De 1993 à 2000, Rachel Picard intègre Frantour (groupe SNCF puis groupe Accor), successivement comme responsable marketing (1993-1995), puis directrice marketing et communication (1995-1997) et directrice voyagisme Europe. De 2000 à 2004, elle est directrice générale des Éditions Atlas voyages. De 2010 à 2012, Rachel Picard est directrice générale déléguée puis présidente de Thomas Cook.  
Rachel Picard entre à la SNCF en 2004, en tant que directrice générale adjointe puis directrice générale de Voyages-SNCF.com (2007-2010). En 2012, Guillaume Pepy la nomme directrice générale de Gares & Connexions. Elle entre au comité exécutif de la SNCF. Elle transforme peu à peu les gares en centres de profits, y implante des commerces, des restaurants, et multiplie les initiatives.
Fin 2014, Rachel Picard devient directrice générale de Voyages SNCF. Elle succède à Barbara Dalibard. Elle y retrouve la distribution digitale[Quoi ?], et gère les lignes TGV en France et à l’International (Thalys, Eurostar, Alleo, Elipsos, France-Italie, Lyria). Elle lance un projet pour répondre à deux critiques principales sur l'offre TGV : le prix élevé et la complexité du système, dans un contexte concurrentiel face à la voiture, à l'aérien et au bus. Sa stratégie a pour objectif de faire voyager 25 millions de voyageurs supplémentaires en 2020, avec une offre qu'elle annonce « moins chère, accessible à tous, plus simple et plus fiable, avec de nouveaux services comme l'installation du Wifi à bord »,. Ce plan prévoit aussi le retrait du service et l'envoi à la casse de 180 rames de TGV. La réduction du parc prévue à 330 rames, ne sera pas complètement exécutée, et le parc atteindra un minimum à 376 rames en 2023 .   
Rachel Picard développe Ouigo, l'offre low-cost lancée en 2013 depuis Marne-la-Vallée vers le sud-est. En décembre 2015, Ouigo dessert plusieurs destinations,, et l'offre devient nationale, représentant environ 20 % du trafic de la grande vitesse. 50 % des clients Ouigo sont des nouveaux voyageurs des trains grande vitesse,,.     
TGV Inoui est expérimenté sur la ligne à grande vitesse Paris - Bordeaux inaugurée en juillet 2017. Rachel Picard lance officiellement cette nouvelle offre de services en septembre 2018, pour une couverture nationale à l'horizon 2020.
En décembre 2017, la « oui stratégie », Voyages-SNCF.com, qu'elle avait dirigé de 2004 à 2010, est renommé OUI.sncf.
La reprise des trafics depuis l’automne 2016 (+15 % en 2018 versus 2015 sur la grande vitesse domestique) semble valider l'orientation stratégique prise par Rachel Picard. En juillet 2018, Guillaume Pepy et Rachel Picard annoncent la commande à Alstom de 100 rames TGV du futur.    
Le 22 mars 2019, au cours d'un séminaire de presse, Rachel Picard présente la « nouvelle gamme tarifaire » qui entre en application le 9 mai 2019. Mais les changements sont critiqués comme allant au-delà des tarifs. Les services de vente de billets sont profondément remaniés, le nombre de guichets est réduit, les restrictions associées aux changements de billets augmentent. En interne, l'évolution impulsée par Rachel Picard est appelée « l’avionisation du TGV », et les réactions des clients à ces changements sont quelquefois vives.
Durant l'été 2019, Rachel Picard fait partie des hypothèses mises en avant par les médias, à la question de la succession de Guillaume Pepy à la tête de la SNCF (il est en fonction depuis 2008, mais ce n'est pas la première fois qu'une succession est annoncée).  Jean-Pierre Farandou est le candidat retenu par l'Élysée pour la direction du groupe ferroviaire,.
La SNCF annonce que Rachel Picard quitte la direction de SNCF Voyages le 13 janvier 2020. 
Depuis juillet 2020, elle est présidente du comité de direction de Criteo.
En 2024, elle annonce la création, sous le nom de Proxima, d'un nouvel opérateur ferroviaire français de trains à grande vitesse, avec une flotte composée de 12 nouveaux "TGV"à deux niveaux — les Avelia Horizon (émanation des TGV M) —,.